# 世界羽毛球联合会 (1978年)
世界羽毛球联合会（英語：World Badminton Federation），原羽毛球组织，于1978年2月成立，1981年5月26日与国际羽毛球联合会（现称羽毛球世界联合会，BWF）合并后停止运作。

## 历史

### 建立
成立于20世纪30年代的国际羽毛球联合会（国际羽联，IBF）一直是管理国际羽毛球的机构。几个国家对国际羽联的數项政策不满：国际羽联接受中华民国为国家组织；拒绝因南非政府的种族隔离政策而中断南非的会员资格及拒絕修改國際羽聯章程中的不合理條款。这几个国家在非IBF成员中华人民共和国的带领下，成立世界羽毛球联合会。
于1977年9月召开由亞洲羽球聯盟由发起的会议，提出了成立世界羽毛球聯合會。同年11月，在世界羽聯籌委會第二次會議上，非洲羽毛球联合会宣布退出国际羽联。1978年2月在香港召开的第3届会议上正式宣布成立世界羽毛球联合会。几乎全部来自亚洲和非洲的二十二个国家和地区加入世界羽联：孟加拉国、文莱、中国、加纳、圭亚那、香港、印度、伊朗、肯尼亚、马来西亚、毛里裘斯、尼泊尔、尼日利亚、朝鲜、巴基斯坦、菲律宾、新加坡、韩国、斯里兰卡、坦桑尼亚、泰国和赞比亚。 奥地利、法国、墨西哥（代表泛美羽毛球联合会）、瑞典、联邦德国和南斯拉夫派出没有投票权的观察员列席会议。
之后世界羽毛球联合会组织了两届自己的世界锦标赛，一届于1978年在曼谷举行，另一届于1979年在杭州举行。

### 合并
在中華民國主管组织更改名稱為「Chinese Taipei Association（中華台北羽球協會）」及國際羽協禁止南非羽毛球協會参加汤姆斯杯、尤伯杯和世界羽毛球锦标赛后，两个羽毛球联合会決定合并。
1981年3月举行了特别会议，投票结果57对4支持合并。1981年5月26日，世界羽毛球联合会正式与国际羽毛球联合会正式合并。